# ضربان قلب

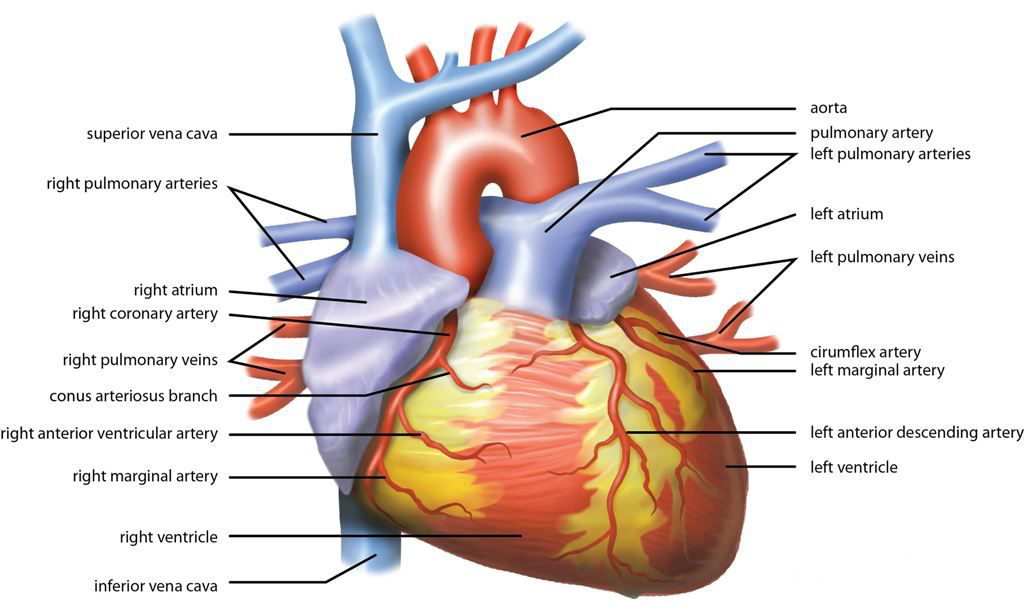
آهنگ قلب

آهنگ قلب یا نرخ تپش قلب یا نرخ ضربان قلب به شمار تپش‌های قلب در یکایی از زمان گفته می‌شود که معمولاً به دقیقه بیان می‌گردد. نرخ طبیعی تپش قلب معمولاً میان ۶۰ تا ۱۰۰ تپش در دقیقه است.

## گروه‌های سنی مختلف
نرخ طبیعی ضربان قلب به صورت زیر تعریف می‌شود که بیشتر از این تعداد تاکی کاردی و کمتر از آن برادی‌کاردی نام دارد. هم چنین باید توجه داشت که در مواقع فعالیت با تحریک سیستم سمپاتیک و آزاد شدن نوراِپی‌نِفرین نرخ ضربان قلب تندتر می‌شود:
- در نوزاد (۱ تا ۳۰ روزه): ۱۲۰ تا ۱۶۰ تپش در دقیقه
- شیرخواران (۱ تا ۳ ساله): ۱۲۰ تا ۱۶۰تپش در دقیقه
- کودک (۳ تا ۱۲ ساله): ۱۰۰ تا ۱۲۰ تپش در دقیقه
- بزرگسالان: ۶۰ تا ۱۰۰ ضربان در دقیقه

## فیزیولوژی
ریتم قلب توسط گره سینوسی دهلیزی تنظیم می شود، در حالی که ضربان قلب توسط ورودی های سمپاتیک و پاراسمپاتیک به گره سینوسی تنظیم می شود. عصب شتاب دهنده ورودی سمپاتیک را از طریق آزادسازی نوراپی نفرین، افزایش ضربان قلب فراهم می کند، و عصب واگ ورودی پاراسمپاتیک را از طریق آزادسازی استیل کولین ارائه می دهد و آن را کاهش می دهد .  
ضربان قلب طبیعی در حالت استراحت بین 60 تا 100 ضربه در دقیقه است    که برادی کاردی به صورت ضربان کمتر از 60 ضربه در دقیقه و تاکی کاردی به صورت ضربان بالای 100 در دقیقه تعریف می شود . برخی از بیماری ها مانند پرکاری تیروئید یا کم خونی ممکن است نشان دهنده میزان استراحت بین 80 تا 100 ضربه در دقیقه باشد، به خصوص در هنگام خواب. 
محرک های سیستم عصبی مرکزی ضربان قلب را افزایش می دهند، در حالی که داروهای افسردگی آن را کاهش می دهند. عوامل مختلفی از جمله اندورفین ها و هورمون ها می توانند ضربان قلب را تسریع یا کاهش دهند که اغلب به مصرف و پردازش برخی داروها مربوط می شود.

## تأثیرات سیستم عصبی مرکزی

### مراکز قلبی عروقی
ضربان قلب توسط گره سینوسی دهلیزی تولید می شود و تحت تأثیر عوامل مرکزی از طریق اعصاب سمپاتیک و پاراسمپاتیک است. مراکز قلبی عروقی در بصل النخاع این تأثیرات را کنترل می کنند. نواحی شتاب دهنده قلب فعالیت را از طریق اعصاب سمپاتیک تحریک می کنند، در حالی که مراکز بازدارنده قلبی فعالیت قلب را از طریق اعصاب پاراسمپاتیک، به ویژه عصب واگ، کاهش می دهند. هر دو مرکز در هنگام استراحت تحریک جزئی را ارائه می دهند و به تون اتونوم کمک می کنند. به طور معمول، تحریک واگ غالب است و ضربان قلب را در حدود 100 ضربه در دقیقه نگه می دارد .
تحریک سمپاتیک، که انتقال دهنده عصبی نوراپی نفرین را آزاد می کند، با کوتاه کردن دوره رپلاریزاسیون و تسریع دپلاریزاسیون و انقباض، ضربان قلب را افزایش می دهد. این با باز کردن کانال های یونی سدیم و کلسیم اتفاق می افتد. تحریک پاراسمپاتیک از طریق عصب واگ، ضربان قلب را با آزاد کردن استیل کولین، که کانال‌های یونی پتاسیم را باز می‌کند، کند می‌کند، دپلاریزاسیون را کاهش می‌دهد و زمان قبل از دپلاریزاسیون خودبه‌خودی بعدی را افزایش می‌دهد.
داروهای مورد استفاده برای فشار خون بالا اغلب گیرنده های بتا-1 را که مسئول اتصال با نوراپی نفرین برای افزایش ضربان قلب هستند، هدف قرار داده و مسدود می کنند. 

### ورودی به مراکز قلبی عروقی
مراکز قلبی عروقی ورودی های مختلف گیرنده های احشایی را از طریق اعصاب واگ و سمپاتیک از طریق شبکه قلب دریافت می کنند. این گیرنده ها شامل گیرنده های عمقی، بارورسپتورها و گیرنده های شیمیایی هستند. گیرنده های عمقی در ماهیچه ها، کپسول های مفصلی و تاندون ها سرعت شلیک خود را در حین افزایش فعالیت بدنی افزایش می دهند، که منجر به تنظیم تحریک سمپاتیک یا پاراسمپاتیک در مراکز قلبی عروقی برای حفظ جریان خون می شود. گیرنده های باروری که در نواحی مختلف بدن مانند سینوس آئورت، اجسام کاروتید و ورید اجوف قرار دارند، فشار خون را کنترل می کنند و تحریکات سمپاتیک و پاراسمپاتیک را از طریق رفلکس بارورسپتور تنظیم می کنند. 
رفلکس دهلیزی یا رفلکس باینبریج که با کشش دیواره های دهلیزی به دلیل افزایش بازگشت وریدی ایجاد می شود، منجر به افزایش تحریک سمپاتیک و کاهش تحریک پاراسمپاتیک توسط مراکز قلبی می شود. گیرنده‌های شیمیایی محصولات جانبی متابولیک و تغییرات در سطح اکسیژن را شناسایی می‌کنند و بازخوردی را در مورد نیاز به تنظیم جریان خون به مراکز قلبی عروقی ارائه می‌دهند. حالت عاطفی، تحت تأثیر سیستم لیمبیک، همچنین می تواند بر ضربان قلب تأثیر بگذارد که منجر به افزایش نرخ در هنگام استرس یا اضطراب و نرخ پایین تر از طریق مدیتیشن و تمرینات تنفس عمیق می شود .

## عوامل موثر بر ضربان قلب
عوامل مختلفی بر کنترل ضربان قلب ارائه شده توسط مرکز قلبی عروقی از طریق اتوریتمی و عصب تاثیر می گذارد. اینها شامل هورمون هایی مانند اپی نفرین، نوراپی نفرین و هورمون های تیروئید می شود. 
سطوح یون هایی مانند کلسیم، پتاسیم و سدیم؛ دمای بدن؛ هیپوکسی؛ و تعادل pH اپی نفرین و نوراپی نفرین با اتصال به گیرنده های آدرنرژیک بتا-1 و باز کردن کانال های یونی سدیم و کلسیم ضربان قلب را افزایش می دهند. هورمون‌های تیروئید ضربان قلب را افزایش می‌دهند و تری یدوتیرونین تأثیر ژنتیکی مستقیمی بر کاردیومیوسیت‌ها دارد. یون‌های کلسیم بر ضربان قلب و انقباض میوکارد تأثیر می‌گذارند، در حالی که کافئین و نیکوتین محرک‌هایی هستند که باعث افزایش ضربان قلب می‌شوند. 
استرس می تواند ضربان قلب را به طور قابل توجهی افزایش دهد و استرس روانی را می توان با تغییر ضربان قلب اندازه گیری کرد . کاهش ضربان قلب می تواند ناشی از تغییر سطح سدیم و پتاسیم، هیپوکسی، اسیدوز، آلکالوز و هیپوترمی باشد. انفارکتوس شدید میوکارد نیز می تواند ضربان قلب را کاهش دهد. اسیدوز و آلکالوز بر عملکرد و واکنش آنزیم‌ها تأثیر می‌گذارند، در حالی که دمای بدن بر ضربان قلب نیز تأثیر می‌گذارد که هیپرترمی آن را افزایش می‌دهد و هیپوترمی آن را کاهش می‌دهد. هیپرترمی و هیپوترمی شدید منجر به دناتوره شدن آنزیم و مرگ می شود.

## حداکثر ضربان قلب
حداکثر ضربان قلب (HRmax) بالاترین تعداد ضربان در دقیقه است که قلب می تواند در طول خستگی ناشی از ورزش بدون عوارض شدید به آن برسد که معمولاً 220 منهای سن فرد تخمین زده می شود. معمولاً با افزایش سن کاهش می‌یابد و می‌توان آن را از طریق تست استرس قلبی که شامل استرس فیزیولوژیکی کنترل‌شده و پایش الکتروکاردیوگرام است، اندازه‌گیری کرد. حداکثر ضربان قلب تئوری 300 ضربه در دقیقه است، اما مواردی از تجاوز از این حد ثبت شده است.
فرمول‌های تخمینی برای HRmax اغلب استفاده می‌شوند، اما به دلیل عدم دقت و تکیه بر میانگین‌های جمعیت مورد انتقاد قرار گرفته‌اند. به بزرگسالانی که یک رژیم ورزشی جدید را شروع می کنند، توصیه می شود که آزمایش را تحت نظارت پزشکی انجام دهند. سریع ترین سرعت ثبت شده در بطن انسان 600 ضربه در دقیقه است .